# Hugh Robertson
Hugh Robertson (født 29. november 1939, død 12. marts 2010) var en skotsk fodboldspiller og -træner.
Hugh spillede kun en seniorkamp for Skotlands fodboldlandshold i 1961 mod Tjekkoslovakiet. Efter fodboldkarrieren blev han træner for Herfølge BK.